# Get Cape. Wear Cape. Fly
Get Cape. Wear Cape. Fly ist der Name des Bandprojekts des britischen Musikers Sam Duckworth (* 30. Januar 1986 in Southend-on-Sea, Essex; vollständiger Name Samuel Lloyd Duckworth). Der ungewöhnliche Name stammt von einer Beschreibung des Lösungswegs eines Batman-Computerspiels: Umhang holen, Umhang anlegen, fliegen.

## Hintergrund
Der politisch engagierte Halb-Burmese Duckworth machte erst einmal durch Festivalauftritte und Konzerte von sich reden. Bei einem Auftritt in Manchester 2005 wurde das Label Atlantic Records auf ihn aufmerksam und nahm ihn unter Vertrag.
Mit seinem Debütalbum The Chronicles of a Bohemian Teenager konnte er sich gleich erfolgreich einführen und erreichte Platz 26 der UK-Albumcharts. Mit den folgenden Singles und dem zweiten Album Searching for the Hows and Whys (2008) konnte er sich in der Folge erfolgreich in den britischen Top 40 etablieren.
Er spielt eine Mischung aus Folkmusik und Elektro, seine Texte sind kritisch-engagiert. Er trat damit unter anderem schon auf den großen Festivals  Glastonbury und South by Southwest auf. 2007 war er unter den Nominierten für den Solokünstler des Jahres bei den NME Awards.

## Diskografie
Alben
- The Chronicles of a Bohemian Teenager (2006)
- Searching for the Hows and Whys (2008)
- Get Cape. Wear Cape. Fly (2010)
- Maps (2012)
- Young Adult (2018)

Singles / EPs
- Get Cape. Wear Cape. Fly (EP, 2005)
- I-Spy / Call Me Ishmael (2006)
- The Chronicles of a Bohemian Teenager (Part One) (2006)
- War of the Worlds (2006)
- I-Spy (2007)
- Find the Time (2008)
- Keep Singing Out (2008)